# Synchise
La synchise (substantif féminin), du grec syn (« avec ») et chise (« verser »), parfois écrite synchyse, est une figure de style qui consiste à modifier l’ordre des propositions d’une phrase, la rendant ainsi difficile à comprendre, voire incompréhensible ; proche de l'hyperhypotaxe et de l'hyperbate.
Pour le Gradus, la synchise est « un défaut qui consiste à rompre le déroulement syntaxique par des sortes de parenthèses qui laissent en suspens les constructions ».

## Exemples
- Raymond Queneau en fait usage dans ses Exercices de style : « Ridicule jeune homme, que je me trouvai un jour sur un autobus de la ligne S bondé par traction peut être par cou allongé, au chapeau la cordelière, je remarquai un. »
- « Contre nous de la tyrannie, l'étendard sanglant est levé ! », Rouget de Lisle, La Marseillaise

## Figures proches
- Figure « mère » : hyperhypotaxe
- Figures filles : aucune